# ایتاپیسوما
ایتاپیسوما (به پرتغالی: Itapissuma) یک منطقهٔ مسکونی در برزیل است که در پرنامبوکو واقع شده‌است. ایتاپیسوما ۷۴٫۲۵ کیلومتر مربع مساحت و ۲۶٬۹۰۰ نفر جمعیت دارد و ۷ متر بالاتر از سطح دریا واقع شده‌است.